# Scotinotylus alienus
Scotinotylus alienus är en spindelart som först beskrevs av Kulczynski 1885.  Scotinotylus alienus ingår i släktet Scotinotylus och familjen täckvävarspindlar. Inga underarter finns listade i Catalogue of Life.